# È arrivato Zachary
È arrivato Zachary (When Zachary Beaver Came to Town) è un film del 2003 diretto da John Schultz.

## Trama
Toby Wilson è un ragazzo che vive in una città del Texas insieme ai suoi genitori. Un giorno, insieme al suo amico Cal, incontra Zachary Beaver, un ragazzo particolarmente sovrappeso che vive in una roulette, senza genitori né amici, rappresentando un fenomeno da circo. Toby e Cal lo vanno a conoscere e ben presto diventano amici.
In seguito il fratello di Cal, Wayne, muore, ma Toby non partecipa al funerale, impegnato a portare Zachary in giro con il furgone del padre, e questo porta Cal e Toby a discutere e compromettere la loro amicizia. Successivamente hanno uno scontro sul lago che però li porta alla riappacificazione. Con l'aiuto di un pastore, aiutano Zachary a battezzarlo. Qualche tempo dopo torna il guardiano di Zachary che decide di adottarlo, per cui è costretto a lasciare i suoi amici, dovendo trasferirsi altrove.